# Liste der Schutzgebiete in Tettnang
Die Liste der Schutzgebiete in Tettnang enthält die Statistik aller Schutzgebiete – Natur- und Landschaftsschutzgebiete, FFH- und SPA-Gebiete, Bann- und Schonwälder, Naturdenkmale und Biotope – in der baden-württembergischen Stadt Tettnang im Bodenseekreis in Deutschland.

## Erklärung
In den Tabellenköpfen der Listen werden folgende Überschriften und Abkürzungen verwendet:
- SG-Nr.: Schutzgebietsnummer gemäß der Landesanstalt für Umwelt, Messungen und Naturschutz Baden-Württemberg (LUBW)
- Name: offizieller Name des Schutzgebiets gemäß der LUBW
- Ort: Ortsteil/Gemarkung/Flurstück, in dem das jeweilige Schutzgebiet liegt
- Größe: Fläche in Hektar (1 Hektar = 10.000 m²) des jeweiligen Schutzgebiets, gerundet auf eine Nachkommastelle, bzw. zwei bei den Biotopen
- Höhe ü. NHN: gibt die geographische Höhe in Meter über Normalhöhennull an
- TK: gibt die Nummer/n der jeweiligen Topografischen Karte/n, in der/denen das Schutzgebiet verzeichnet ist, an
- NR: gibt den Naturraum, in dem das Schutzgebiet liegt, an; „BB“ = Bodenseebecken; „OH“ = Oberschwäbisches Hügelland; „WA“ = Westallgäuer Hügelland
- KO: Angabe der geographischen Koordinaten des jeweiligen Schutzgebiets; verlinkt, öffnet Karte
- Erfassung: Datum der jeweiligen Erfassung/Aufnahme in das entsprechende Schutzgebietsverzeichnis
- Bemerkung/en: Beschreibungen usw. zum jeweiligen Schutzgebiet
- Bild: Foto des jeweiligen Schutzgebiets

Alle angegebenen Daten mit Stand vom 19. Oktober 2011

## Schutzgebiete

### Naturschutzgebiete
Ein Naturschutzgebiet (NSG) ist ein streng geschütztes Gebiet. Die Definition von Naturschutzgebieten erfolgt in Deutschland durch oder auf Grundlage von Gesetzen. Umgangssprachlich bezeichnet der Begriff Naturschutzgebiet darüber hinaus alle Schutzgebiete in Natur- und Landschaftsschutz. Als Naturschutzgebiet werden häufig Gebiete ausgewiesen, welche für die Erhaltung der Tier- und Pflanzenwelt, oft auch für landschaftliche und erdkundliche Eigenarten von Bedeutung sind. Ziel ist es, Pflanzen- wie auch Tierarten in ihrem Verbreitungsgebiet unter Schutz zu stellen. Als Naturschutzgebiete werden auch Flächen ausgewiesen, wenn sie aus wissenschaftlichen oder naturgeschichtlichen Gründen, wegen ihrer Einzigartigkeit oder besonderen Schönheit als schützenswert gelten. Es handelt sich dabei oft um Biotope wie etwa Moorlandschaften, Heideflächen, Gebirgslandschaften oder Wälder. In Naturschutzgebieten ist die landwirtschaftliche Nutzung, das Verlassen der öffentlich gekennzeichneten Wege wie auch das Entfachen von Feuer meistens untersagt.
Die folgende, sortierbare Liste führt alle Naturschutzgebiete innerhalb Tettnangs; Namen und Nummern entsprechen den amtlichen Bezeichnungen, die Schutzgebietsnummer ergibt sich aus dem Regierungsbezirk (4 = Regierungsbezirk Tübingen) und einer fortlaufenden Nummer innerhalb des Bezirks.
| SG-Nr. | Name                    | Ort/e                        | Größe [ha]               | Höhe ü. NHN | TK             | NR    | KO         | Erfassung  | Bemerkung/en | Bild |
| ------ | ----------------------- | ---------------------------- | ------------------------ | ----------- | -------------- | ----- | ---------- | ---------- | --- | ---- |
| 4.282  | Argen                   | Kressbronn Neukirch Tettnang | 296,3 FN: 234,8 RV: 61,5 | 395–496     | 8323 8324 8423 | BB WA | 53.1136015 | 16.12.1997 | Weitere Teile des Gebiets im Landkreis Ravensburg; drittgrößter Zufluss des Bodensees |      |
| 4.206  | Birkenweiher            | Tettnang                     | 12,9                     | 510         | 8323           | WA    | 53.1136015 | 20.07.1992 | Kleinseggenried, das zahlreichen seltenen und geschützten Tier- und Pflanzenarten Lebensraum bietet                                                                                      |      |
| 4.219  | Buchbach                | Neukirch Tettnang            | 7,1                      | 490         | 8323           | WA    | 53.1136015 | 20.03.1993 | Ökosystem mit naturnahen Kreuzweiherbach, Pfeifengras- und Feuchtwiesen, Tümpel und Hangquellmoor                                                                                        |      |
| 4.238  | Hirrensee               | Tettnang                     | 16,3                     | 510         | 8323           | WA    | 53.1136015 | 20.02.1994 | reich strukturiertes Ökosystem mit Flachmoor, Pfeifengrasstreu- und Streuobstwiesen |      |
| 4.268  | Knellesberger Moos      | Meckenbeuren Tettnang        | 39,4 FN: 32,0 RV: 7,4    | 519–541     | 8223 8323      | WA    | 53.1136015 | 28.08.1996 | Teil des Gebiets im Landkreis Ravensburg; weites Wiesental mit fast durchgängig frei mäandrierender Schwarzach                                                                           |      |
| 4.232  | Loderhof-Weiher         | Tettnang                     | 10,4                     | 500         | 8323           | WA    | 53.1136015 | 24.11.1993 | Ökosystem aus Pfeifengrasstreu-, Nass- und Feuchtwiesen, Grünlandflächen, Einzelbaumbeständen und Gehölzstrukturen, feuchter Waldlichtung, Hangquellmoorbereich und Verlandungsflachmoor |      |
| 4.220  | Matzenhauser Mahlweiher | Tettnang                     | 9,2                      | 500         | 8323           | WA    | 53.1136015 | 01.04.1993 | reich strukturiertes Ökosystem, bestehend aus Hangquellmoor, Pfeifengrasstreu-, Feuchtwiesen und bewaldeter Endmoräne                                                                    |      |
| 4.310  | Schachried              | Kressbronn Tettnang          | 11,0                     | 480         | 8323           | WA    | 53.1136015 | 15.02.2005 | Niedermoorbereiche von gemeinschaftlicher Bedeutung |      |
| 4.025  | Wasenmoos               | Tettnang                     | 26,7                     | 465         | 8223 8323      | BB OH | 53.1136015 | 18.10.1939 | Flach- und Übergangsmoor auf einer würmeiszeitlichen Talwasserscheide, größtenteils abgetorft, mit Birken-Bruchwald                                                                      |      |

### Landschaftsschutzgebiete
Das Landschaftsschutzgebiet (LSG) gehört in Deutschland zu den Möglichkeiten des gebietsbezogenen Naturschutzes, den das Bundesnaturschutzgesetz (BNatSchG) bereitstellt. Welche Flächen als Landschaftsschutzgebiet ausgewiesen werden können, bestimmen die Bundesländer. Sie legen auch fest, in welcher Form die Landschaftsschutzgebiete gekennzeichnet werden.
Paragraph 26 des BNatSchG legt fest, dass Landschaftsschutzgebiete der Erhaltung und Entwicklung der Natur dienen sollen, Beeinträchtigungen des Naturhaushaltes beseitigt werden sollen und die Leistungs- und Funktionsfähigkeit wieder hergestellt werden. Dies geschieht wegen der Vielfalt und Eigenart der Landschaft, ihrer kulturhistorischen Bedeutung oder ihrer besonderen Bedeutung für die Erholung.
Die folgende, sortierbare Liste führt alle Landschaftsschutzgebiete innerhalb Tettnangs; Namen und Nummern entsprechen den amtlichen Bezeichnungen, die Schutzgebietsnummer ergibt sich aus dem Regierungsbezirk (4 = Regierungsbezirk Tübingen) und einer fortlaufenden Nummer innerhalb des Bezirks.
| SG-Nr.                | Name | Ort/e                            | Größe [ha]           | Höhe ü. NHN | TK             | NR    | KO         | Erfassung  | Bemerkung/en                                                                                         | Bild |
| --------------------- | --- | -------------------------------- | -------------------- | ----------- | -------------- | ----- | ---------- | ---------- | --- | ---- |
| 4.35.040              | Eiszeitliche Ränder des Argentals mit Argenaue                                                                                        | Langenargen Neukirch Tettnang    | 1.621,0              | 400–575     | 8323 8324 8423 | BB    | 53.1136015 | 16.12.1997 | geologische Einheit des Urstromtals der Argen                                                        |      |
| 4.35.008              | Endmoränenwall und Flachmoor nördlich Rappertsweiler                                                                                  | Tettnang                         | 37,0                 | 500–551     | 8323 8324      | WA    | 53.1136015 | 10.09.1954 | ein von Endmoränenwällen eingerahmtes, schilfbewachsenes Flachmoor                                   |      |
| 4.35.023              | Höhe 493,8 südlich Tettnang bei Schäferhof                                                                                            | Tettnang                         | 7,1                  | 494         | 8323           | WA    | 53.1136015 | 24.12.1954 | Schmelzwasserkuppe von geologischer Bedeutung aus der Zeit des Spätglazials des Rheingletschers      |      |
| 4.35.039 und 4.36.073 | Knellesberger Moos | Meckenbeuren Ravensburg Tettnang | 22,0 FN: 14,4 RV:7,6 | 519–541     | 8223           | WA    | 53.1136015 | 28.08.1996 | zwei Teilflächen Ergänzungsraum und Pufferzone für das gleichnamige NSG                              |      |
| 4.35.034              | Seenplatte und Hügelland südlich der Argen und Nonnenbachtal                                                                          | Kressbronn Tettnang              | 968,0                |             | 8323 8324      | BB WA | ·          | 19.06.1986 | zwei Teilflächen; Kuppenlandschaft mit Seen, Bachtälern und bewaldeten Hügeln                        |      |
| 4.35.026              | Spätwürmeiszeitliche Terrassen zwischen Burnau, Prestenberg, Vorderreute, Buch und Krumbach                                           | Tettnang                         | 23,0                 | 527         |                | OH    | 53.1136015 | 25.01.1963 | flussgeschichtlich bedeutsame spätwürmeiszeitliche Terrassen                                         |      |
| 4.35.021              | Tettnanger Wald mit Hochwacht, Krüntenbühl, Reichenbühl, Argenhardter Kopf, Schoos und Steilrand des Argentales an dem Schwandenbogen | Langenargen Tettnang             | 701,0                | 430–541     |                | BB OH | 53.1136015 | 19.09.1954 | landschaftlich bedeutungsvolle Punkte von geologischer Bedeutung für die Geschichte des Spätglazials |      |

### FFH-Gebiete
Die Fauna-Flora-Habitat-Richtlinie, kurz FFH- oder Habitatrichtlinie, ist eine 1992 beschlossene Naturschutz-Richtlinie der Europäischen Union. Sie dient gemeinsam mit der Vogelschutzrichtlinie im Wesentlichen der Umsetzung der Berner Konvention; eines ihrer wesentlichen Instrumente ist ein zusammenhängendes Netz von Schutzgebieten, das Natura 2000 genannt wird.
Die korrekte deutsche Bezeichnung der FFH-Richtlinie lautet Richtlinie 92/43/EWG des Rates vom 21. Mai 1992 zur Erhaltung der natürlichen Lebensräume sowie der wildlebenden Tiere und Pflanzen. Es wird in Deutschland jedoch fast ausschließlich die Bezeichnung FFH-Richtlinie benutzt, die sich von Fauna (= Tiere), Flora (= Pflanzen) und Habitat (= Lebensraum) ableitet.
Die folgende, sortierbare Liste führt alle FFH-Gebiete innerhalb Tettnangs. Namen und Nummern entsprechen den amtlichen Bezeichnungen.
| SG-Nr.    | Name                                    | Ort/e                                                     | Größe [ha]                | Höhe ü. NHN | TK             | NR    | KO         | Erfassung  | Bemerkung/en | Bild |
| --------- | --------------------------------------- | --------------------------------------------------------- | ------------------------- | ----------- | -------------- | ----- | ---------- | ---------- | --- | ---- |
| DE8323342 | Argen und Feuchtgebiete südlich Langnau | sechs Gemeinden im Bodenseekreis und Landkreis Ravensburg | 508,5 FN: 416,4 RV: 91,1  | 394–564     | 8323 8324 8423 | BB WA | 53.1136015 | 01.01.2005 | Naturnahe, alpin beeinflusste Flusslandschaft mit angrenzenden bzw. nahegelegenen naturnahen Seen und Niedermoorkomplexen |      |
| DE8324341 | Moore und Weiher um Neukirch            | vier Gemeinden im Bodenseekreis und Landkreis Ravensburg  | 240,0 FN: 201,7 RV: 38,3  | 478–580     | 8224 8323 8324 | BB WA | 53.1136015 | 01.01.2005 | Moore, Weiher und Seen in den Senken der Jungmöränenlandschaft um Neukirch, teils im Offenland, teils im Wald             |      |
| DE8323341 | Schussenbecken und Schmalegger Tobel    | zwölf Gemeinden im Bodenseekreis und Landkreis Ravensburg | 904,8 FN: 204,3 RV: 700,5 | –           |                | BB OH | 53.1136015 | 01.01.2005 | Zusammenhängendes Fließgewässersystem mit Gräben, naturnahen und ausgebauten Bächen                                       |      |

### Vogelschutzgebiete
Als Europäisches Vogelschutzgebiet oder Special Protection Area (SPA) bezeichnet man Schutzgebiete, deren Grundlage 1979 im Artikel 4 (1) der Vogelschutzrichtlinie der Europäischen Union (EU) gelegt wurde. Diese Gebiete sind Teil des europaweiten Biotopverbunds Natura 2000. Das Konzept der Vogelschutzgebiete in ganz Europa dient besonders dem Schutz der Zugvögel, die auf Raststationen auf ihren Zugwegen angewiesen sind, um Nahrung zu suchen und um sich ausruhen zu können. Die Europäischen Vogelschutzgebiete unterliegen den Schutzkriterien der Fauna-Flora-Habitat-Richtlinie. Da die Umsetzung seitens der EU-Mitgliedsstaaten teils nur sehr langsam voranging, wurden von Naturschutzverbänden sogenannte Important Bird Areas benannt, die man zur Ausweisung als Europäische Vogelschutzgebiete vorschlug.
In Tettnang ist kein Europäisches Vogelschutzgebiet ausgewiesen.

### Bannwälder
Der Begriff Bannwald bedeutet allgemein ein als Ganzes erhaltenswertes Waldstück – oder eine spezielle Form davon. Im deutschsprachigen Raum wird mit dem Ausdruck „Bannwald“ allgemein ein Schutzwald bezeichnet (Lawinen-, Felssturz, Murgang- und Hochwasserschutz), oder geschützte Waldgebiete aus Gründen des Natur- und Umweltschutzes oder als Erholungsraum. Die forstwirtschaftliche Nutzung ist weiterhin erlaubt und bei Schutzwäldern sogar ausdrücklich erwünscht, bei Kerngebieten von Naturschutzgebieten aber untersagt. Im § 32 des Waldgesetzes wird der Bannwald in Baden-Württemberg als „ein sich selbst überlassenes Waldreservat“ definiert.
In Tettnang ist kein Bannwald ausgewiesen.

### Schonwälder
Als Schonwald bezeichnet man in Baden-Württemberg ein geschütztes Waldgebiet, in dem die wirtschaftliche Nutzung des Waldes zwar erlaubt ist, aber gewissen Einschränkungen unterliegt. Der Begriff wird in anderen deutschsprachigen Regionen nicht oder bestenfalls umgangssprachlich verwendet. Schonwald wird in § 32 des baden-württembergischen Waldgesetzes folgendermaßen definiert: „Schonwald ist ein Waldreservat, in dem eine bestimmte Waldgesellschaft mit ihren Tier- und Pflanzenarten, ein bestimmter Bestandsaufbau oder ein bestimmter Waldbiotop zu erhalten, zu entwickeln oder zu erneuern ist. Die Forstbehörde legt Pflegemaßnahmen mit Zustimmung des Waldbesitzers fest.“
In Tettnang ist kein Schonwald ausgewiesen.

### Naturdenkmale
Das Naturdenkmal ist ein unter Naturschutz stehendes Landschaftselement. Dabei handelt es sich um ein Einzelobjekt oder ein Gebiet von geringer Flächengröße bis zu fünf Hektar. Letzteres ist ein Flächennaturdenkmal und als solches klar von seiner Umgebung abgegrenzt. Das Naturdenkmal wird oft als Naturschöpfung bezeichnet, kann jedoch gleichzeitig Zeuge der historischen Kulturlandschaft sein, zum Beispiel markante Einzelbäume oder Aufschlüsse mit besonderen geologischen Bildungen. In Deutschland ist der Schutz von Naturdenkmälern in §28 des Bundesnaturschutzgesetzes und in den Länder-Naturschutzgesetzen verankert. Der Schutz begründet sich durch die Seltenheit, Eigenart oder Schönheit des Naturdenkmals sowie seinen Wert für Wissenschaft, Heimatkunde und Naturverständnis und umfasst ein weitgehendes Veränderungsverbot. Näheres regeln Rechtsverordnungen auf der Grundlage des jeweiligen Landesrechtes.

#### Flächenhafte Naturdenkmale
In Tettnang sind zwei flächenhafte Naturdenkmale ausgewiesen.
Die folgende, sortierbare Liste führt alle Einzelgebilde innerhalb Tettnangs. Namen und Nummern entsprechen den amtlichen Bezeichnungen.
| SG-Nr.      | Name                                                   | Ortsteil Gewann Lage         | Größe [ha] | Höhe ü. NHN | K.         | Erfassung | Bemerkung/en | Bild |
| ----------- | ------------------------------------------------------ | ---------------------------- | ---------- | ----------- | ---------- | --------- | ------------ | ---- |
| 84350570001 | Kuppe der Brünnensweiler Höhe                          | Brünnensweiler               | 5,5        | 587,5       | 53.1136015 | 03.07.52  |              |      |
| 84350570002 | Trockenwanne der mittleren Argentrasse am Krippeleboge | Tettnanger Wald Krippeleboge | 2,0        |             | 53.1136015 | 03.07.52  |              |      |

#### Einzelgebilde
In Tettnang sind 16 Einzelgebilde ausgewiesen.
Die folgende, sortierbare Liste führt alle Einzelgebilde innerhalb Tettnangs. Namen und Nummern entsprechen den amtlichen Bezeichnungen.
| SG-Nr.      | Name                                  | Ortsteil Gewann Lage                     | Höhe ü. NHN | K.         | Erfassung | Bemerkung/en | Bild               |
| ----------- | ------------------------------------- | ---------------------------------------- | ----------- | ---------- | --------- | --- | ------------------ |
| 84350570008 | Birkenallee Betula pendula (50 Bäume) | Verlängerung der Kaltenberger Straße     |             | 53.1136015 | 08.05.89  | Die Hänge-Birke (Betula pendula), auch Sand-, Weiß- oder Warzenbirke genannt, ist eine sommergrüne Laubbaum-Art aus der Gattung der Birken (Betula). |                    |
| 84350570017 | Stieleiche                            | südlich von Laimnau                      |             | 53.1136015 | 08.05.89  | Die Stieleiche (Quercus robur), auch Sommereiche oder Deutsche Eiche genannt, ist eine Laubbaumart aus der Gattung der Eichen (Quercus) in der Familie der Buchengewächse (Fagaceae).                                                                                                   |                    |
| 84350570022 | 1 Birnbaum "Gelbmöstler"              | nördlich von Wiesertweiler               |             | 53.1136015 | 08.05.89  | Die Gelbmöstler, auch Möstler, Gälmöstler oder Tropfbirne genannt, ist eine Sorte der Birne (Pyrus communis). |                    |
| 84350570018 | 1 Birnbaum "Oberösterreicher"         | Oberlangnau Irisweg                      |             | 53.1136015 | 08.05.89  | |                    |
| 84350570014 | 1 Feldulme Ulmus caprinifolia         | Stadtmitte Kirchstraße                   |             | 53.1136015 | 08.05.89  | Die Feldulme (Ulmus minor) ist ein sommergrüner Laubbaum aus der Familie der Ulmengewächse (Ulmaceae). |                    |
| 84350570015 | 1 Platane, 1 Buche und 1 Winterlinde  | Stadtmitte Loretostraße                  |             | 53.1136015 | 08.05.89  | |                    |
| 84350570012 | 1 Sommerlinde Tilia platyphyllos      | nördlich von Oberhof                     |             | 53.1136015 | 08.05.89  | Die Sommer-Linde (Tilia platyphyllos), auch Großblättrige Linde genannt, ist eine Laubbaum-Art aus der Gattung der Linden (Tilia) in der Familie der Malvengewächse (Malvaceae). |                    |
| 84350570019 | 1 Sommerlinde Tilia platyphyllos      | Hiltensweiler Ritter-Arnold-Straße       |             | 53.1136015 | 08.05.89  | Die Sommer-Linde (Tilia platyphyllos), auch Großblättrige Linde genannt, ist eine Laubbaum-Art aus der Gattung der Linden (Tilia) in der Familie der Malvengewächse (Malvaceae). |                    |
| 84350570011 | 1 Stieleiche Quercus robur            | nordwestlich von Zimmerberg              |             | 53.1136015 | 08.05.89  | Die Stieleiche (Quercus robur), auch Sommereiche oder Deutsche Eiche genannt, ist eine Laubbaumart aus der Gattung der Eichen (Quercus) in der Familie der Buchengewächse (Fagaceae).                                                                                                   |                    |
| 84350570013 | 1 Stieleiche Quercus robur            | Bürgermoos Prinz-Eugen-Straße            |             | 53.1136015 | 08.05.89  | Die Stieleiche (Quercus robur), auch Sommereiche oder Deutsche Eiche genannt, ist eine Laubbaumart aus der Gattung der Eichen (Quercus) in der Familie der Buchengewächse (Fagaceae).                                                                                                   |                    |
| 84350570021 | 1 Stieleiche Quercus robur            | Hübschenberg                             |             | 53.1136015 | 08.05.89  | Die Stieleiche (Quercus robur), auch Sommereiche oder Deutsche Eiche genannt, ist eine Laubbaumart aus der Gattung der Eichen (Quercus) in der Familie der Buchengewächse (Fagaceae).                                                                                                   |                    |
| 84350570007 | 1 Wellingtonie                        | Stadtmitte Friedhofstraße bei Haus Nr. 3 |             | 53.1136015 | 08.05.89  | Der Riesenmammutbaum (Sequoiadendron giganteum), auch Berg-Mammutbaum oder Wellingtonie genannt, ist die einzige Art in der monotypischen Pflanzengattung Sequoiadendron in der Unterfamilie der Mammutbäume (Sequoioideae) innerhalb der Familie der Zypressengewächse (Cupressaceae). |                    |
| 84350570006 | 1 Winterlinde Tilia cordata           | Neuhalden                                | 493,8       | 53.1136015 | 08.05.89  | Die Winter- oder Steinlinde (Tilia cordata) ist eine Pflanzenart aus der Gattung der Linden (Tilia) in der Unterfamilie der Lindengewächse (Tilioideae) innerhalb der Familie der Malvengewächse (Malvaceae).                                                                           | inzwischen gefällt |
| 84350570020 | 2 Nussbäume                           | Hiltensweiler Dorfstraße                 |             | 53.1136015 | 08.05.89  | |                    |
| 84350570009 | 2 Stieleichen Quercus robur           | Reutenen                                 |             | 53.1136015 | 08.05.89  | Die Stieleiche (Quercus robur), auch Sommereiche oder Deutsche Eiche genannt, ist eine Laubbaumart aus der Gattung der Eichen (Quercus) in der Familie der Buchengewächse (Fagaceae).                                                                                                   |                    |
| 84350570010 | 2 Stieleichen Quercus robur           | nördlich von Baumgarten                  |             | 53.1136015 | 08.05.89  | Die Stieleiche (Quercus robur), auch Sommereiche oder Deutsche Eiche genannt, ist eine Laubbaumart aus der Gattung der Eichen (Quercus) in der Familie der Buchengewächse (Fagaceae).                                                                                                   |                    |

### Biotope
Ein Biotop ist ein bestimmter Lebensraum einer in diesem Gebiet vorkommenden Lebensgemeinschaft (Biozönose). Biotope sind die kleinsten Einheiten der Biosphäre. Im Bereich des Naturschutzes und der Landschaftspflege werden Biotope aus pragmatischen Gesichtspunkten zu Biotoptypen zugeordnet. Der Biotopschutz ist eine Strategie innerhalb des Naturschutzes. Sein Ziel ist in der Regel die Erhaltung von Populationen gefährdeter und schutzwürdiger Tier- und Pflanzenarten durch besonderen Schutz und Erhalt ihrer Lebensräume. Gegensatz (bzw.: komplementär dazu) ist der (direkte) Artenschutz. Typisches Instrument des Biotopschutzes ist die Ausweisung von Schutzgebieten. Es sollen Gebiete definiert und erhalten werden, in denen der Schutz der Natur Vorrang gegenüber Landnutzungen besitzt, oder in denen zumindest bei der Nutzung die Naturschutzbelange berücksichtigt werden müssen. 
In Tettnang sind 328 Biotope mit einer Gesamtfläche - inklusive Wäldern - von 297,451 Hektar ausgewiesen.
Die folgende, sortierbare und noch unvollständige Liste führt die Biotope innerhalb Tettnangs. Namen und Nummern entsprechen den amtlichen Bezeichnungen.
| SG-Nr.       | Name                                                       | Ortsteil Gewann Lage | Größe [ha] | Höhe ü. NHN | K          | Erfassung  | Bemerkung/en                                                                             | Bild |
| ------------ | ---------------------------------------------------------- | -------------------- | ---------- | ----------- | ---------- | ---------- | ---------------------------------------------------------------------------------------- | ---- |
| 183234356469 | Sumpfwaldstreifen und Schilfröhricht westlich Unterlangnau | Unterlangnau         | 0,33       |             | 53.1136015 | 26.06.1995 | Sumpfwald (Feuchtwald) und naturnahe Sumpfwälder mit ökologischer Ausgleichsfunktion     |      |
| 183234356510 | Mesophytische Feldhecke nördlich Wiesertsweiler            | Wiesertsweiler       | 0,12       |             | 53.1136015 | 27.07.1995 | Feldhecken und Feldgehölze mit ökologischer Ausgleichsfunktion                           |      |
| 183234356545 | Röhricht am Graben nordöstlich Schletterholz               | Schletterholz        | 0,02       |             | 53.1136015 | 25.07.1995 | Ufer-Schilfröhricht und Riede mit ökologischer Ausgleichsfunktion                        |      |
| 283234350155 | Eichenbestand W Laimnau                                    | Laimnau              | 3,80       |             | 53.1136015 | 08.01.1990 | Strukturreicher Waldbestand                                                              |      |
| 183234356570 | Mesophytische Feldhecke südlich Vorderreute                | Vorderreute          | 0,02       |             | 53.1136015 | 18.07.1995 | Feldhecken und Feldgehölze mit ökologischer Ausgleichsfunktion                           |      |
| 183234356518 | Schilf-Röhricht westlich Baldensweiler                     | Baldensweiler        | 0,27       |             | 53.1136015 | 26.07.1995 | Ufer-Schilfröhricht, Röhrichtbestände und Riede mit ökologischer Ausgleichsfunktion      |      |
| 283244350202 | Argenwald N Bleichnau                                      | Bleichnau            | 1,80       |             | 53.1136015 | 15.01.1990 | Waldbestand mit schützenswerten Pflanzen                                                 |      |
| 183234356634 | Ufer-Schilfröhricht und Seggen-Ried südwestlich Bürgermoos | Bürgermoss           | 0,05       |             | 53.1136015 | 27.06.1995 | Ufer-Schilfröhricht und Riede mit ökologischer Ausgleichsfunktion                        |      |
| 283234350171 | Tobelbach NO Gitzensteig                                   | Gitzensteig          | 0,30       |             | 53.1136015 | 09.02.1991 | Natürliche und naturnahe Bereiche an einem Fließgewässer                                 |      |
| 183234356575 | Röhricht und Ried an der Schwarzach östlich Straß          | Straß                | 0,02       |             | 53.1136015 | 28.08.1995 | Rohrglanzgras-Röhricht-Gebiet entlang der Schwarzach mit ökologischer Ausgleichsfunktion |      |
| 183234356489 | Feuchtgebietskomplex westlicher 'Degersee' südl. Busenhaus | Busenhaus Degersee   | 8,79       |             | 53.1136015 | 05.08.1995 | Pfeifengras-Streuwiese von lokaler Bedeutung und guter Ausprägung                        |      |
| 183244356604 | Auwaldstreifen an Graben nordwestlich Rappertsweiler       | Rappertsweiler       | 0,14       |             | 53.1136015 | 20.06.1995 | Gewässerbegleitender Auwaldstreifen von lokaler Bedeutung                                |      |
| 183234356441 | Teiche südlich Wiesertsweiler                              | Wiesertsweiler       | 0,10       |             | 53.1136015 | 30.06.1995 | Verlandungsbereiche naturnaher Teiche von lokaler Bedeutung                              |      |
| 183234356548 | Sumpfseggen-Ried nördlich Schletterholz                    | Schletterholz        | 0,01       |             | 53.1136015 | 25.07.1995 | Sumpfseggen-Ried mit ökologischer Ausgleichsfunktion                                     |      |
| 183234356580 | Feuchtgebietskomplex südöstlich Mehrenberg                 | Mehrenberg           | 0,74       |             | 53.1136015 | 18.07.1995 | Seggen- und binsenreiche Nasswiesen von lokaler Bedeutung                                |      |
| 283234350127 | Steckenbühl NO Tannau                                      | Tannau               | 0,80       |             | 53.1136015 | 15.01.1990 | Seltene naturnahe Waldgesellschaft                                                       |      |
| 283234350170 | Steilhangwald S Laimnau                                    | Laimnau              | 1,10       |             | 53.1136015 | 09.02.1991 | Seltene naturnahe Waldgesellschaft                                                       |      |
| 183234356631 | Ufer-Röhricht westlich Bürgermoos                          | Bürgermoos           | 0,15       |             | 53.1136015 | 26.06.1995 | Röhrichtbestände und Riede mit ökologischer Ausgleichsfunktion                           |      |
| 183234356415 | Feldhecke südlich Blumenrain I                             | Blumenrain           | 0,07       |             | 53.1136015 | 27.07.1995 | Feldhecken und Feldgehölze mit ökologischer Ausgleichsfunktion                           |      |
| 183234356485 | Hangquellkomplex südlich Oberwolfertsweiler                | Oberwolfertsweiler   | 0,17       |             | 53.1136015 | 01.08.1995 | Quellbereiche von lokaler Bedeutung und guter Ausprägung                                 |      |
| 183234356534 | Igelkolben-Röhricht an Graben südwestlich Schletterholz    | Schletterholz        | 0,01       |             | 53.1136015 | 25.07.1995 | Röhrichtbestände und Riede mit ökologischer Ausgleichsfunktion                           |      |
| 283234350162 | Laimnauer Tobel                                            | Laimnau              | 4,10       |             | 53.1136015 | 15.01.1990 | Tobel und Klingen im Wald                                                                |      |
| 283234350167 | Argenwald SO Badhütten                                     | Badhütten            | 5,00       |             | 53.1136015 | 15.01.1990 | Waldbestand mit schützenswerten Pflanzen                                                 |      |
| 283234350097 | Fischteich bei Hagenbuchen                                 | Hagenbuchen          | 2,40       |             | 53.1136015 | 26.01.1990 | Natürliche und naturnahe Bereiche eines stehenden Binnengewässers                        |      |
| 183244356591 | Muttelsee                                                  | Muttelsee            | 11,17      | 492,0       | 53.1136015 | 24.05.1995 | Muttelsee und die ihn umgebenden Verlandungsbereiche                                     |      |

### Allgemein
- Schutzgebietsverzeichnis der Landesanstalt für Umwelt, Messungen und Naturschutz Baden-Württemberg (LUBW)
- Naturraumliste und -karte Baden-Württembergs der LUBW (PDF – 3,18 MB)
- Umrechnung der Gauß-Krüger-Notation in Längen- und Breitengrade bei calc.gknavigation.de

### Bann- und Schonwald
- Bannwälder in Baden-Württemberg bei ForstBW
- Datenbank der Naturwaldreservate Deutschlands bei der Bundesanstalt für Landwirtschaft und Ernährung (BLE)